# Cephalocereus mezcalaensis
Cephalocereus mezcalaensis, conocido comúnmente como tetecho de mezcala, es una especie de planta suculenta perteneciente al género Cephalocereus, dentro de la familia Cactaceae. Es endémica del centro y sur de México. 

## Descripción

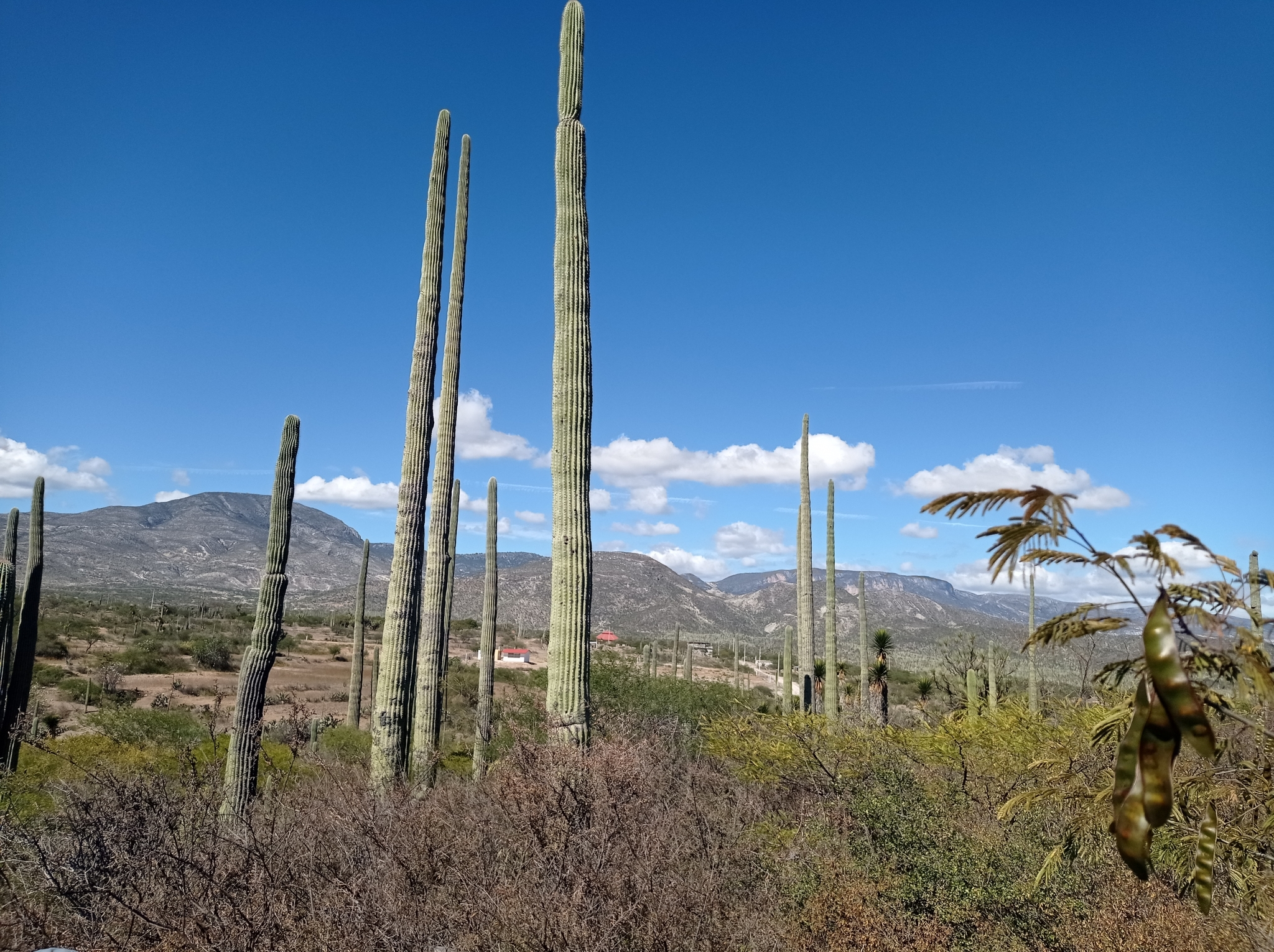
Porte de la planta en su hábitat

Cephalocereus mezcalaensis es una especie de cactus columnar que crece individualmente, alcanzando alturas de 5 a 10 m. Los tallos son de color verde amarillento, tienen un diámetro de 13 a 40 cm y no están ramificados como las demás especies del género.
Presenta de 13 a 25 costillas anchas y angulosas, de 2 cm de alto y sobre las que se asientan las areolas. Éstas miden 5 mm de largo, tienen forma obovado-deltoides, están distantes entre sí 2 cm y están marcadamente separadas por un surco transversal. Tienen de 1 a 4 espinas centrales ligeramente aplanadas y rectas. Son oscuras y sólo un poco más largas que las 5 a 9 espinas marginales. Éstas son de color blanquecino a amarillento, más oscuras en la punta y de 0,8 a 2 cm de largo.
Las flores tienen de embudo y suelen aparecer a lo largo de todo el tallo. Son de color blanco a amarillento y morado y miden hasta 5 cm de largo. Su pericarpelo y tubo floral están cubiertos de tubérculos con pequeñas escamas y lana. Los frutos, de forma esférica a ovoide, miden de 3 a 4 cm de largo y están cubiertos de jorobas que llevan lana perenne y espinas. Las semillas miden de 2,5 a 4,5 mm de largo y 3 mm de ancho.

## Distribución y hábitat
El área de distribución nativa de esta especie es el centro y suroeste de México y crece principalmente en biomas desérticos o de matorrales secos, en suelos calizos, a elevaciones de 400 a 2000 m sobre el nivel del mar.

## Taxonomía
Cephalocereus mezcalaensis fue descrita por la botánica mexicana Helia Bravo Hollis y publicada por primera vez en la revista científica Anales del instituto de Biología de la Universidad Nacional de México 3: 378 en 1932.

Etimología
- Cephalocereus: nombre genérico que deriva de la palabra griega kephalē (que significa 'cabeza', en alusión a la estructura lanosa llamada cefalio donde nacen sus flores), y la palabra latina cereus (que se traduce como 'vela' o 'cirio'), haciendo alusión a su forma alargada perfectamente recta. También puede hacer referencia al género Cereus, por lo que se traduciría como 'cereus con cabeza o cefalio'.[7]
- mezcalaensis: epíteto geográfico que hace referencia al valle del Río Mezcala en el estado mexicano de Guerrero, lugar donde se descubrió la especie.[8]

Sinonimia
- Carnegiea mezcalaensis (Bravo) P.V.Heath, 1992
- Carnegiea mezcalaensis var. multiareolata (E.Y.Dawson) P.V.Heath, 1992
- Cephalocereus mezcalaensis var. multiareolatus E.Y.Dawson, 1948
- Cephalocereus mezcalaensis var. robustus E.Y.Dawson, 1948
- Cephalocereus multiareolatus (E.Y.Dawson) H.J.Tapia & S.Arias, 2017
- Neobuxbaumia mezcalaensis (Bravo) Backeb., 1941
- Neobuxbaumia mezcalaensis var. multiareolata (E.Y.Dawson) E.Y.Dawson, 1952
- Neobuxbaumia mezcalaensis var. robusta (E.Y.Dawson) Backeb., 1951
- Neobuxbaumia multiareolata (E.Y.Dawson) Bravo, Scheinvar & Sánchez-Mej., 1972
- Pilocereus mezcalaensis (Bravo) W.T.Marshall, 1941

## Estado de conservación
En la Lista Roja de Especies Amenazadas de la UICN, la especie está clasificada como de “Preocupación Menor (LC)”.
Señalar que aunque es recolectada para usos ornamentales y culinarios, esto no representa ninguna amenaza para la especie.

## Usos
Se cultiva principalmente como planta ornamental y su propagación se realiza normalmente a través de esquejes o semillas.
Además, la población local aprovecha sus brotes florales y frutos, ya que son comestibles.

## Galería

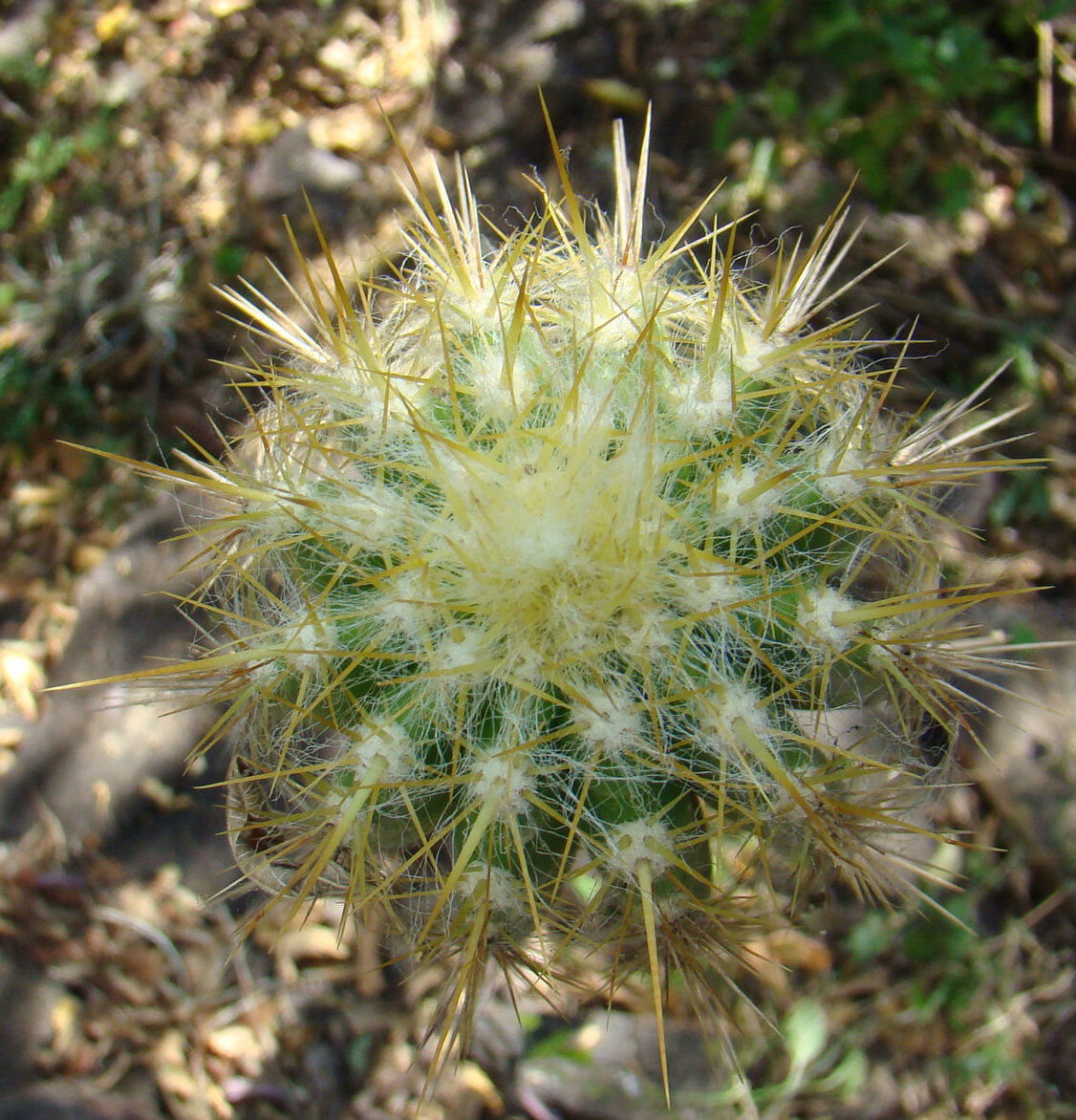
Ápice del tallo
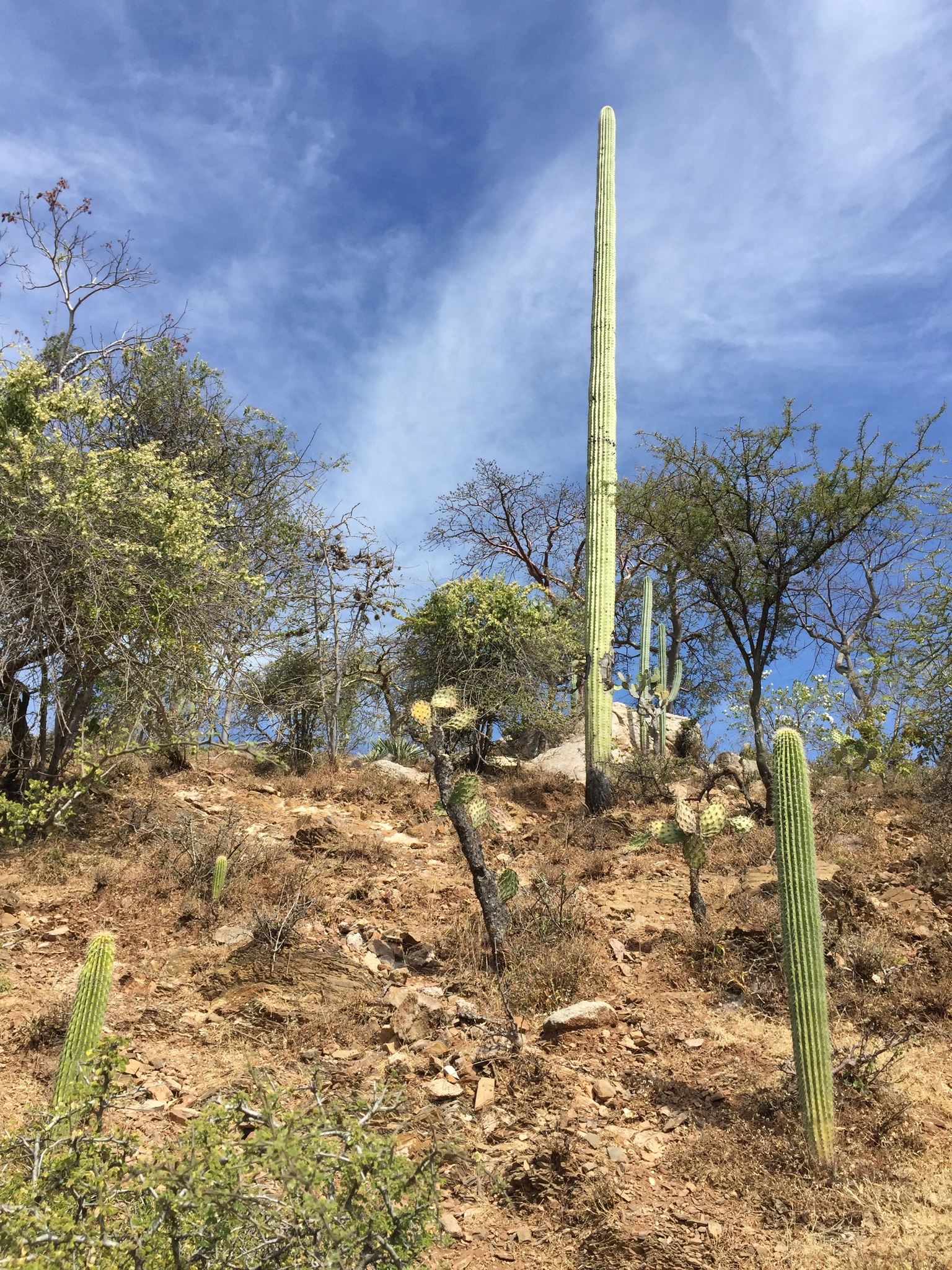
Plantas en su hábitat
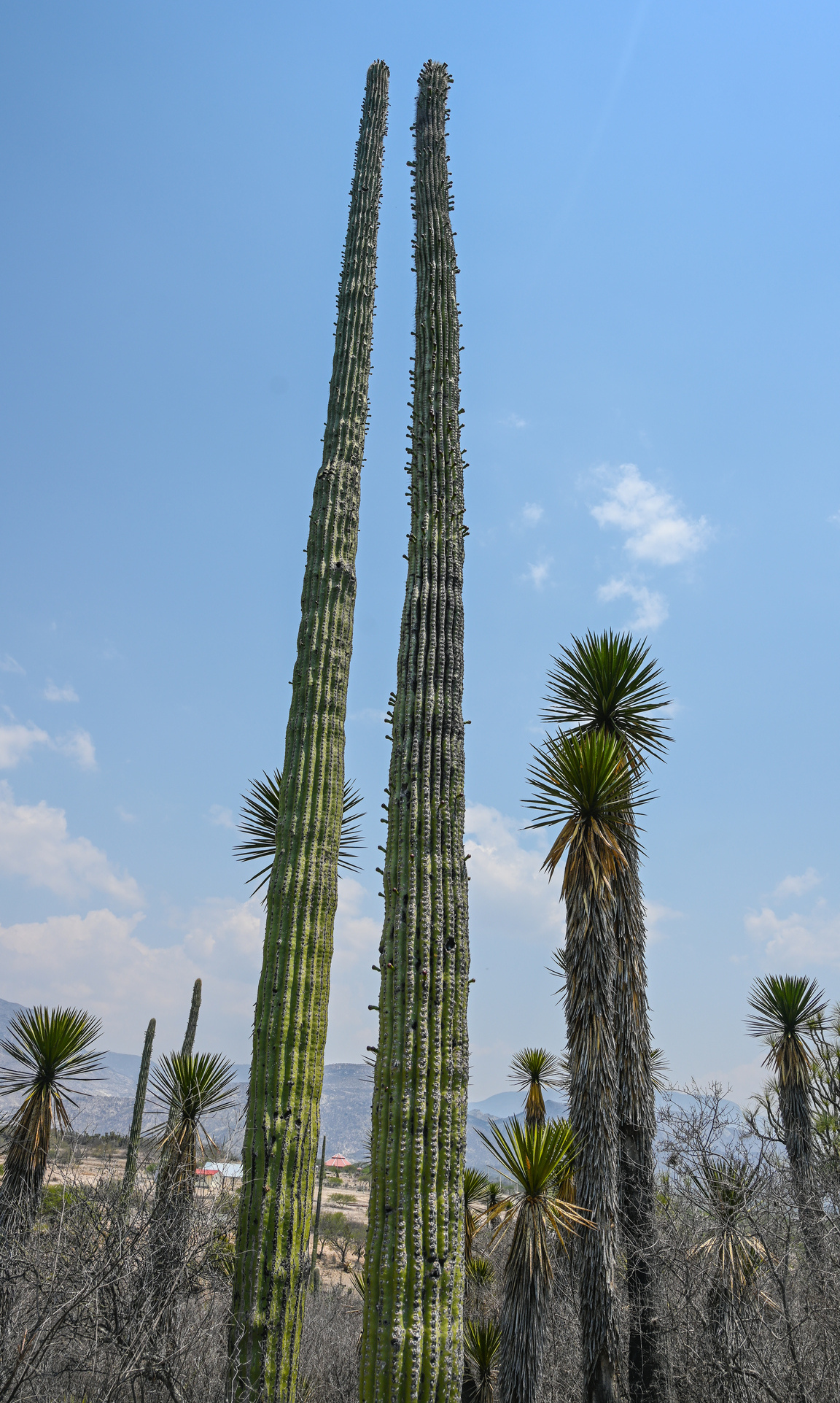
Porte columnar de la planta
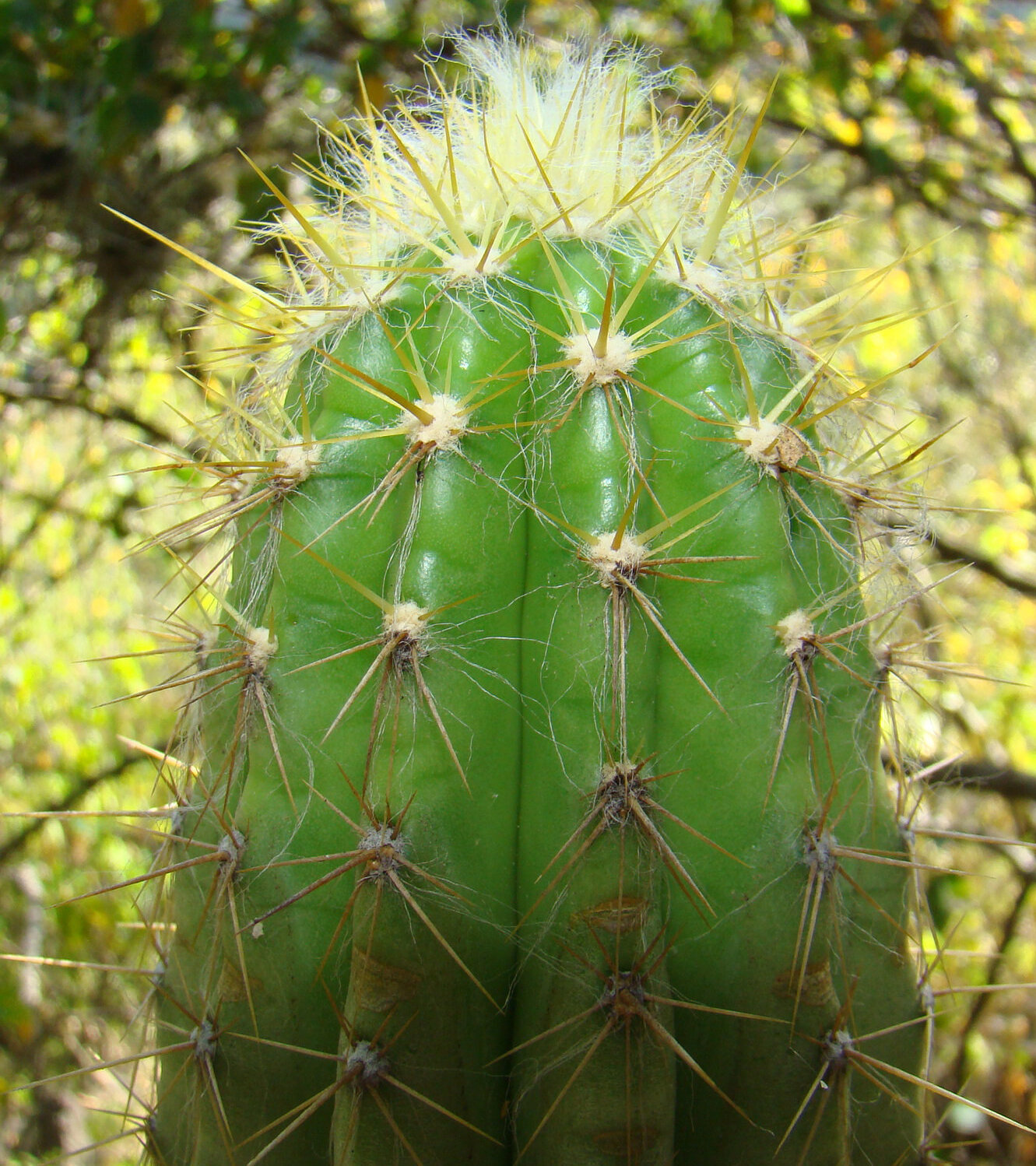
Detalle de un tallo joven
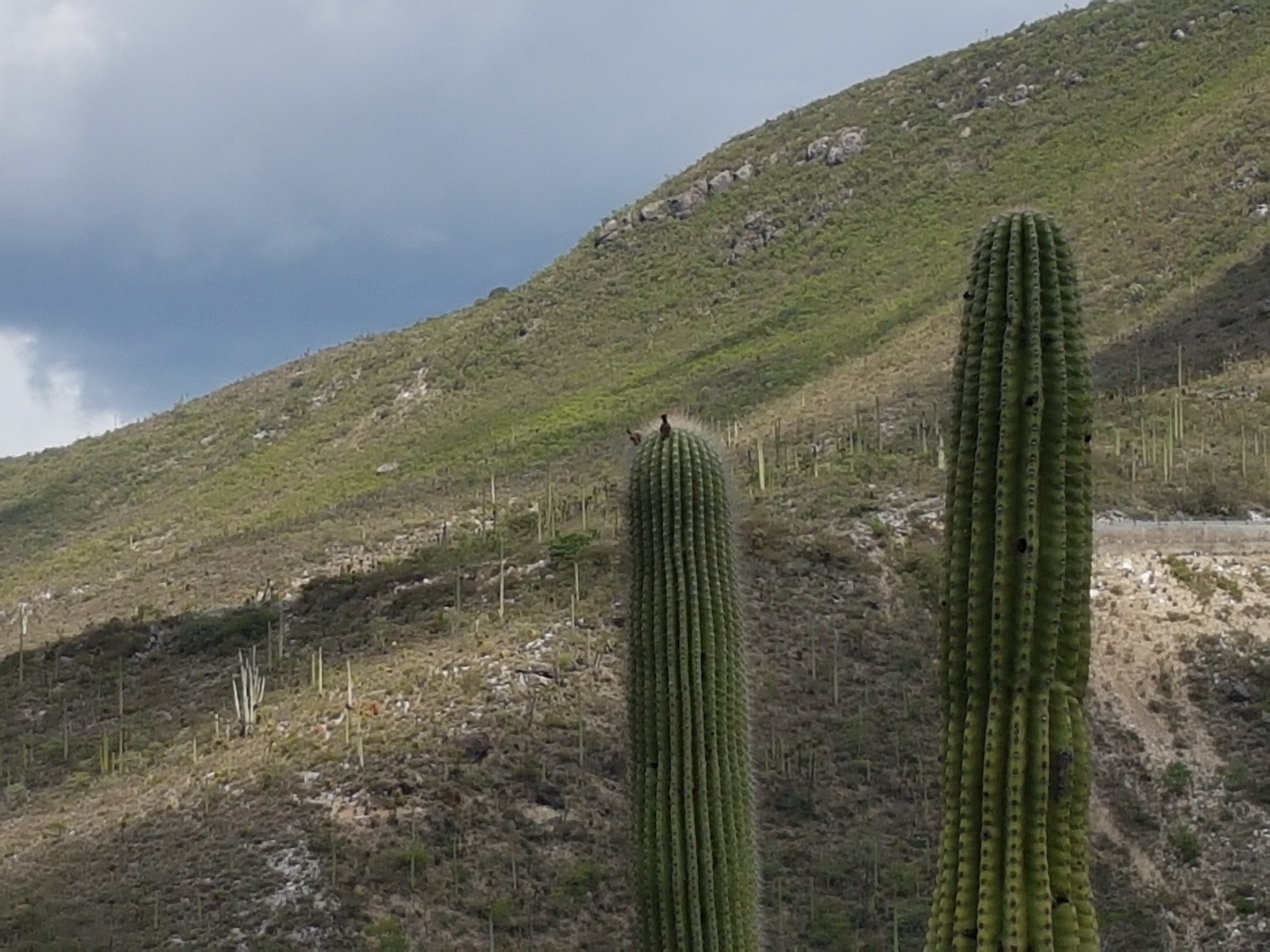
Plantas en su hábitat